# Ghost House Pictures
Ghost House Pictures es una productora de cine estadounidense, fundada en 2002 por Robert Tapert y Sam Raimi; usualmente trabajan junto con los productores Joe Drake y Nathan Kahane. La compañía se especializa en películas de terror como Don't Breathe (2016), Evil Dead (2013), Drag Me to Hell (2009), The Grudge (2004) y 30 Days of Night (2007).

## Ghost House Pictures
| Año  | Película                        | Director            | Distribución                                   | Presupuesto    | Recaudación     |
| ---- | ------------------------------- | ------------------- | ---------------------------------------------- | -------------- | --------------- |
| 2004 | The Grudge                      | Takashi Shimizu     | Columbia Pictures Sony Pictures Releasing      | $10 millones   | $187.3 millones |
| 2005 | Boogeyman                       | Stephen Kay         | Screen Gems                                    | $20 millones   | $67.2 millones  |
| 2006 | The Grudge 2                    | Takashi Shimizu     | Columbia Pictures Sony Pictures Releasing      | $20 millones   | $70.7 millones  |
| 2007 | The Messengers                  | Pang brothers       | Columbia Pictures Sony Pictures Releasing      | $16 millones   | $55 millones    |
| 2007 | Rise: Blood Hunter              | Sebastián Gutiérrez | Samuel Goldwyn Films                           | N/A            | $2.9 millones   |
| 2007 | 30 Days of Night                | David Slade         | Sony Pictures Releasing                        | $30 millones   | $75.5 millones  |
| 2008 | Boogeyman 2                     | Jeff Betancourt     | Sony Pictures Home Entertainment               | $4.5 millones  | $4.3 millones   |
| 2009 | Boogeyman 3                     | Gary Jones          | Sony Pictures Home Entertainment               | N/A            | N/A             |
| 2009 | The Grudge 3                    | Toby Wilkins        | Stage 6 Films Sony Pictures Home Entertainment | $5 millones    | $1.8 millones   |
| 2009 | Drag Me to Hell                 | Sam Raimi           | Universal Pictures Mandate Pictures            | $30 millones   | $90.8 millones  |
| 2009 | The Messengers 2: The Scarecrow | Martin Barnewitz    | Sony Pictures Home Entertainment               | N/A            | N/A             |
| 2010 | 30 Days of Night: Dark Days     | Ben Ketai           | Sony Pictures Home Entertainment               | N/A            | N/A             |
| 2012 | The Possession                  | Ole Bornedal        | Lionsgate                                      | $14 millones   | $85.4 millones  |
| 2013 | Evil Dead                       | Fede Álvarez        | Sony Pictures Releasing                        | $17 millones   | $97.5 millones  |
| 2015 | Poltergeist                     | Gil Kenan           | 20th Century Fox Metro-Goldwyn-Mayer           | $35 millones   | $95.4 millones  |
| 2016 | Don't Breathe                   | Fede Álvarez        | Sony Pictures Releasing                        | $9.9 millones  | $157.1 millones |
| 2019 | Crawl                           | Alexandre Aja       | Paramount Pictures                             | $13.5 millones | $91.5 millones  |
| 2020 | The Grudge                      | Nicolas Pesce       | Sony Pictures Releasing                        | $10 millones   | $49.4 millones  |
| 2021 | The Unholy                      | Evan Spiliotopoulos | Sony Pictures Releasing                        | $10 millones   | $30.8 millones  |
| 2021 | Don't Breathe 2                 | Rodo Sayagues       | Sony Pictures Releasing                        | $15 millones   | $42.7 millones  |
| 2021 | Nightbooks                      | David Yarovesky     | Netflix                                        | N/A            | N/A             |
| 2023 | Evil Dead Rise                  | Lee Cronin          | Warner Bros. Pictures                          | $19 millones   | $146.7 millones |

## Ghost House Underground
| Año  | Película                          | Director                      | Fecha de lanzamiento  |
| ---- | --------------------------------- | ----------------------------- | --------------------- |
| 2008 | The Tattooist                     | Peter Burger                  | 24 de junio de 2008   |
| 2008 | Brotherhood of Blood              | Peter Scheerer Michael Roesch | 14 de octubre de 2008 |
| 2008 | Dark Floors                       | Pete Riski                    | 14 de octubre de 2008 |
| 2008 | Room 205                          | Martin Barnewitz              | 14 de octubre de 2008 |
| 2008 | The Substitute                    | Ole Bornedal                  | 14 de octubre de 2008 |
| 2008 | Trackman                          | Igor Shavlak                  | 14 de octubre de 2008 |
| 2008 | The Last House in the Woods       | Gabriele Albanesi             | 14 de octubre de 2008 |
| 2008 | No Man's Land: The Rise of Reeker | Dave Payne                    | 14 de octubre de 2008 |
| 2008 | Dance of the Dead                 | Gregg Bishop                  | 14 de octubre de 2008 |
| 2009 | Seventh Moon                      | Eduardo Sanchez               | 6 de octubre de 2009  |
| 2009 | Offspring                         | Andrew van den Houten         | 6 de octubre de 2009  |
| 2009 | The Children                      | Tom Shankland                 | 6 de octubre de 2009  |
| 2009 | The Thaw                          | Mark A. Lewis                 | 6 de octubre de 2009  |
| 2011 | Stag Night                        | Peter A. Dowling              | 14 de febrero de 2011 |
| 2011 | Psych: 9                          | Andrew Shortell               | 22 de febrero de 2011 |

## Televisión
| Año  | Serie de TV                    | Fecha de lanzamiento     |
| ---- | ------------------------------ | ------------------------ |
| 2007 | Devil's Trade                  | 6 de junio de 2007       |
| 2007 | 30 Days of Night: Blood Trails | 13 de septiembre de 2007 |
| 2008 | 30 Days of Night: Dust to Dust | 17 de julio de 2008      |
| 2009 | 13: Fear Is Real               | 7 de enero de 2009       |
| 2010 | Zombie Roadkill                | 4 de octubre de 2010     |